# HD 195217
HD 195217，又名BD+19 4423，SAO 106156、HR 7833，是一颗恒星，视星等为6.55，位于銀經62.41，銀緯-10.94，其B1900.0坐标为赤經20h 24m 52.6s，赤緯+19° -10.94′ 16″。